# Peso específico
O peso específico é definido como o peso por unidade de volume. No SI a unidade é: N/m3. É calculado multiplicando-se a massa específica do material kg/m3 pela aceleração percentual da gravidade m/s².
Tem como símbolo a letra grega gama ɣ, e é igual ao produto da massa específica pela aceleração da gravidade: ɣ = ρ.g
Valores mais usuais: 
- ɣ da água é de 9 810 N/m³ (T = 20 ºC, P = 1 atm e g = 9,81);
- ɣ da glicerina: 12 360,6 N/m³ (T = 20 ºC e P = 1 atm).

Existe também o peso específico relativo o qual representa a relação entre o peso específico do fluido em estudo e o peso especifico da água. 
Formula:  ɣR=ɣ/ɣH20 onde ɣR é o peso específico relativo do fluido em estudo e ɣH20 o peso especifico da água. 